# Hieraaetus pennatus
L'aquila minore o Aquila pennata (Hieraaetus pennatus J. F. Gmelin, 1788) è un uccello della famiglia degli Accipitridi.
Pennatus deriva dal latino e vuol dire «piumato», in riferimento alle zampe completamente piumate o «calzate».

## Descrizione
L'aquila minore misura 42–50 cm di lunghezza, ha un'apertura alare di 113–134 cm e pesa 555-965 g. Si può riscontrare un morfismo chiaro, uno scuro e uno rossiccio. I sessi hanno piumaggi simili. Una singolare macchia bianca di solito è visibile alla base di entrambi i margini anteriori delle ali e tutti gli individui, tranne quelli più scuri, hanno le primarie interne chiare. Tutti presentano una barra chiara che attraversa la faccia superiore dell'ala e anche una «U» biancastra alla base superiore della coda. Negli individui posati la punta dell'ala è più corta di diversi centimetri rispetto all'estremità della coda. La cera è gialla brillante; il becco è contrastato: avorio alla base e scuro sulla punta. Le dita variano dal giallo chiaro al biancastro. L'adulto e il giovane, di tutti e tre i morfismi, si differenziano di poco e non sono distinguibili sul campo eccetto che per il colore degli occhi: giallo-oro negli adulti e da scuro a un marrone medio nei giovani, nei quali cambia gradualmente verso il colore adulto durante la prima muta.

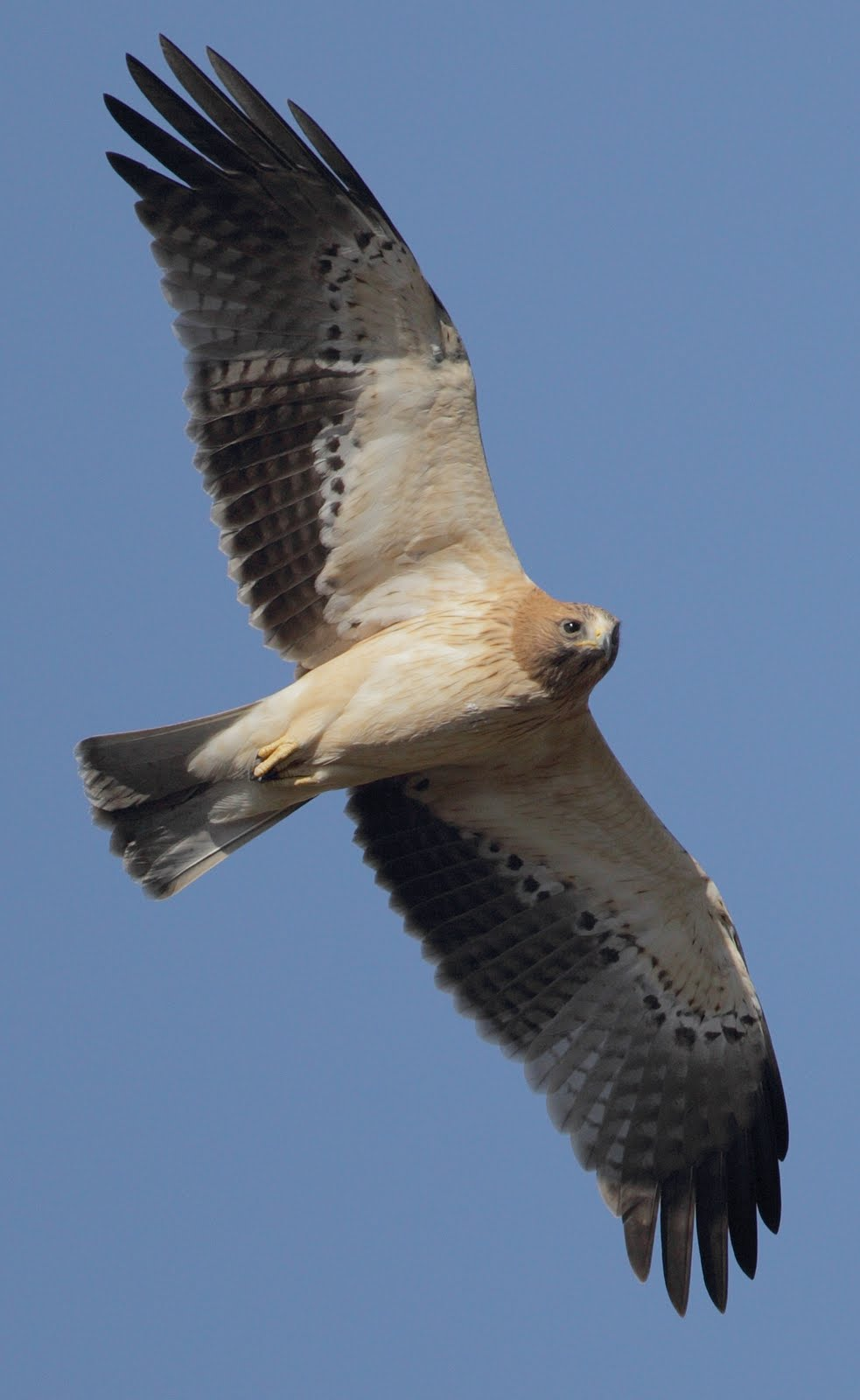
Un esemplare in volo.

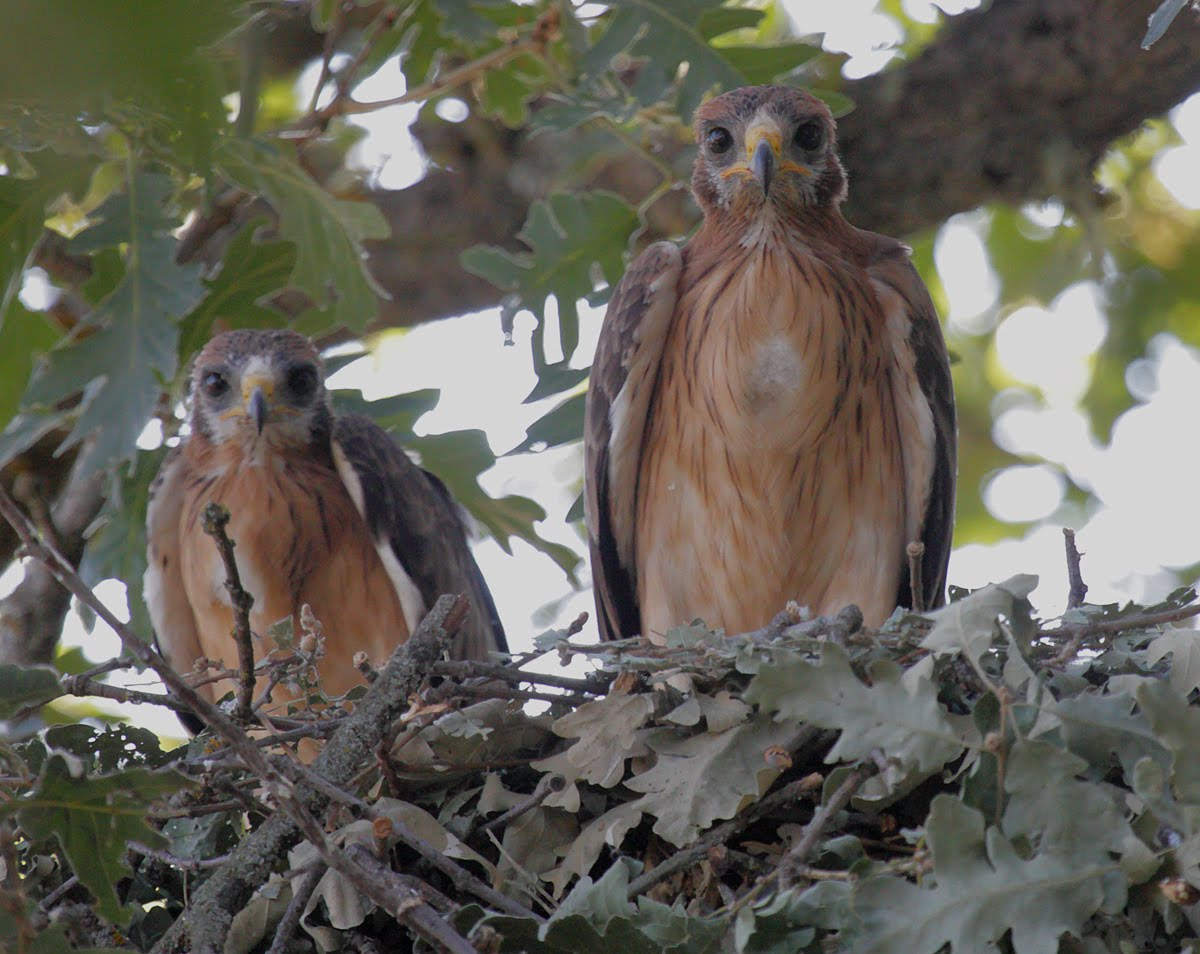
Due pulcini nel nido.

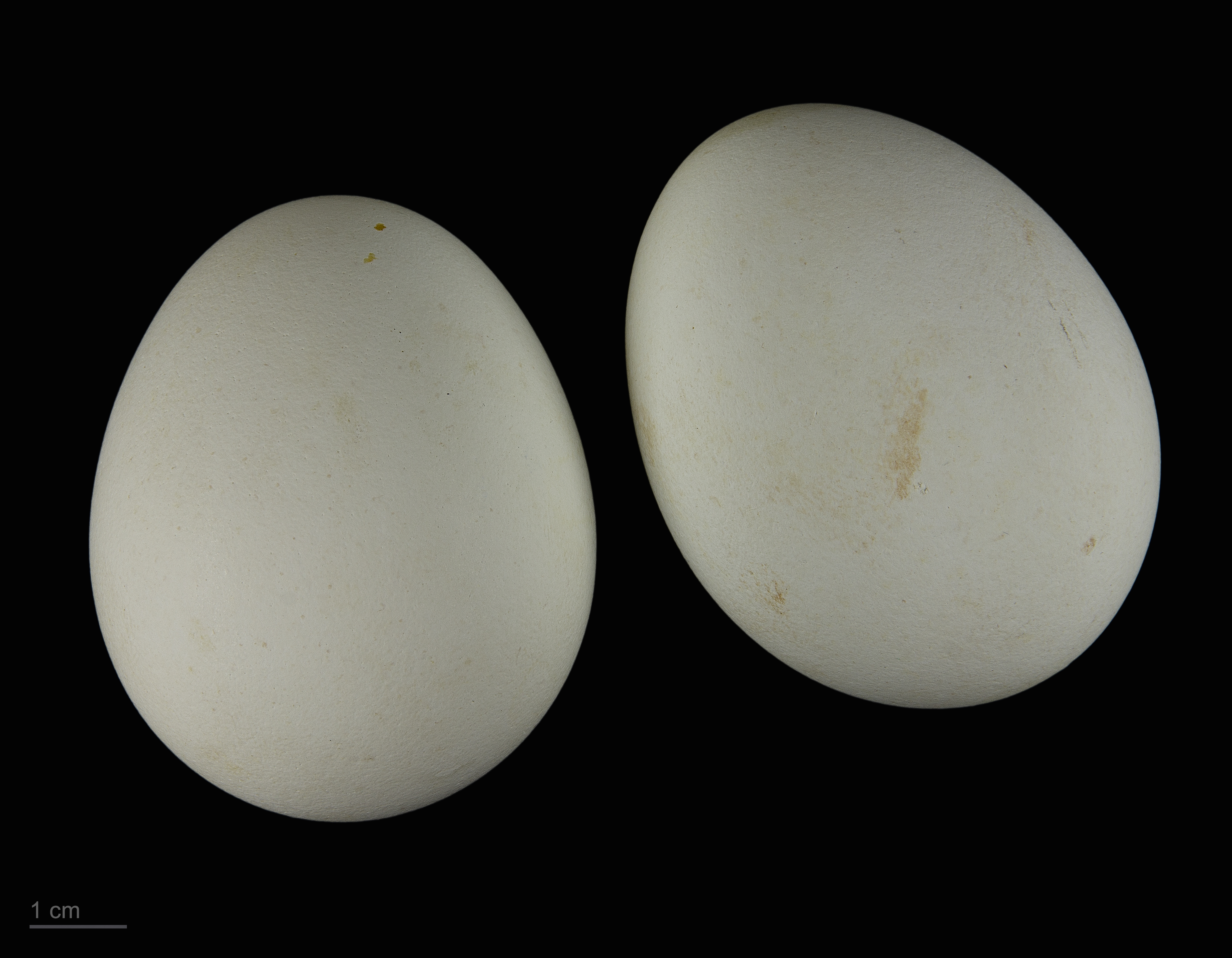
Hieraaetus pennatus

Negli esemplari del morfismo chiaro il capo varia da dorato a marrone chiaro con la guancia marrone più scura e la gola biancastra. Il dorso è marrone con aree chiare sulle scapolari, una caratteristica non sempre visibile. Le copritrici superiori dell'ala sono marroni, eccetto le medie copritrici più chiare, che formano un'evidente banda chiara attraverso le parti superiori dell'ala simile a quella dei nibbi. Superiormente le remiganti sono marrone scuro, eccetto le tre primarie più interne che sono chiare. Le parti inferiori vanno dal biancastro al crema, con una quantità variabile di strie scure, normalmente più pesanti sul petto e, a volte, con una velatura color rossiccio chiaro. Le copritrici inferiori dell'ala, della coda e i calzari sono biancastri; tutte le grandi copritrici hanno solitamente una macchia scura vicino all'apice. Inferiormente le remiganti sono scure, ma quando sono osservate in condizioni di luce favorevoli presentano una barratura più scura. Le tre primarie più interne sono decisamente più chiare. Da sopra la coda appare scura, con le copritrici caudali superiori bianche che formano una «U» alla base. La faccia inferiore appare più chiara, di solito con una banda scura, più o meno distinta, sull'estremità.
Negli esemplari del morfismo scuro il capo e le parti superiori sono uguali a quelle del morfismo chiaro. La gola, le parti inferiori e le copritrici inferiori dell'ala sono marrone scuro, normalmente con una striatura sottile più scura, visibile sul petto se è osservato in buone condizioni di luce. Inferiormente le remiganti sono alquanto più chiare delle copritrici, ma appaiono comunque scure. Negli individui più scuri le tre primarie interne possono essere più chiare delle altre, ma in modo meno evidente; lo stesso si ha per le copritrici caudali superiori. Le copritrici caudali inferiori sono rossiccio scure; da sotto, la coda è la stessa del morfismo chiaro, ma spesso appare rossiccia a causa delle lunghe copritrici inferiori. I calzari sono color camoscio e contrastano con le parti inferiori più scure.
Negli esemplari del morfismo rossiccio il capo e le parti superiori sono identiche a quelle del morfismo chiaro e del morfismo scuro. La gola, le parti inferiori, le piccole copritrici inferiori dell'ala e i calzari variano dal rossiccio chiaro al rossiccio medio, con una sottile striatura scura sul petto. Nel piumaggio abraso gli individui rossicci più chiari tendono al camoscio. Le grandi e medie copritrici inferiori sono marrone scuro e formano una larga barra scura che attraversa il sottoala. Le remiganti sono come nel morfismo chiaro, con le tre primarie interne più chiare. Le copritrici caudali inferiori sono rossiccio chiaro e la faccia inferiore della coda è come negli altri morfismi. Alcuni individui appaiono intermedi tra il morfismo scuro e quello rossiccio.

## Distribuzione e habitat
L'aquila minore nidifica nell'Europa sud-occidentale, localmente in Francia, in tutta la Spagna e nel Portogallo meridionale, nell'Africa nord-occidentale dal Marocco settentrionale all'Algeria e alla Tunisia, nell'Europa orientale dalla Bielorussia e dalla Polonia orientale a sud attraverso l'Ucraina, la Slovacchia, l'Ungheria, la Bulgaria, la Grecia settentrionale e nell'Asia sud-occidentale, in Turchia e nel Caucaso. Anche in Italia, a partire dalla seconda decade di questo secolo, casi di nidificazione sono stati segnalati tanto per Pantelleria quanto per la provincia di Grosseto.
La maggior parte della popolazione per l'inverno migra verso sud nell'Africa subsahariana, ma qualche individuo sverna nel bacino del Mediterraneo: ci sono segnalazioni da Israele, Egitto, Spagna meridionale, Italia, Francia, isole Baleari, Creta, Cipro e Africa nord-occidentale. Per il nostro paese, la specie sembra in aumento come svernante, specialmente in Sicilia. È stata segnalata come accidentale in Inghilterra e in quasi tutti i Paesi dell'Europa continentale.

## Biologia
Caccia prevalentemente in volo e cattura le sue prede, uccelli, mammiferi e lucertole, sopra o vicino al terreno o sulla cima degli alberi, di solito dopo una spettacolare picchiata. Spesso, se manca la preda durante la prima picchiata, la insegue nel bosco ad alta velocità. Caccia anche dai posatoi e, occasionalmente, si nutre di insetti. Per quanto riguarda le parate nuziali sono stati descritti i soliti voli a festoni, ma anche manovre ad alta velocità, accompagnate, normalmente, da rumorose vocalizzazioni. Di solito quando non nidifica è silenziosa. Costruisce il nido di rami, tipico dei rapaci, su un grande albero e alleva uno o due pulcini.
Il volo battuto è caratterizzato da colpi profondi e decisi con l'ala piuttosto morbida. Volteggia con le ali tenute leggermente piegate in basso, non piatte, e con la coda piuttosto aperta. Scivola con le ali tenute in basso come i nibbi, con i polsi spinti in avanti e la coda chiusa. L'aquila minore caccia prevalentemente in volo, volteggia ad alta quota e poi plana lentamente cercando sul terreno direttamente sotto di lei finché non avvista una preda, dopodiché si richiude a goccia e si lancia in picchiata, finendo la discesa con le zampe e gli artigli protesi in avanti. A volte scende lentamente con le ali e la coda spiegate per osservare meglio la preda, poi inizia la picchiata da un'altezza minore.